# 宰判
宰判（さいばん）とは、長州藩における郷村支配の単位で、代官の管轄する地域のことを指す。
各宰判の管轄地域は、年代によって若干異なるが、慶安3年(1650年)には、以下の宰判があった。
先大津宰判、前大津宰判、吉田宰判、舟木宰判、浜崎宰判、美祢宰判、小郡宰判、山口宰判、当島宰判、奥阿武宰判、徳地宰判、三田尻宰判、熊毛宰判、都濃宰判、大島宰判、前山代宰判、奥山代宰判、上関宰判